# Hans Freyer
Hans Freyer, född 31 juli 1887 i Leipzig, död 18 januari 1969, var en tysk filosof och sociolog.
Freyer blev professor i Kiel 1922 och i Leipzig 1925. Freyer sysslade med kulturfilosofiska och sociologiska problem och kan betraktas som hegelian. Bland hans skrifter märks Antäus, Grundlegung einer Ethik des Bewussten Lebens (1918), Theorie des objektiven Geistes (1923), Der Staat (1925), Die Soziologie als Wirklichkeitswissenschaft (1930).